# Saint-Étienne-de-Lisse
Saint-Étienne-de-Lisse – miejscowość i gmina we Francji, w regionie Nowa Akwitania, w departamencie Żyronda.
Według danych na rok 1990 gminę zamieszkiwało 387 osób, a gęstość zaludnienia wynosiła 55 osób/km² (wśród 2290 gmin Akwitanii Saint-Étienne-de-Lisse plasuje się na 803. miejscu pod względem liczby ludności, natomiast pod względem powierzchni na miejscu 1277.).